# Alberto Busignani
Alberto Busignani (Cesena, 8 novembre 1930 – Firenze, 13 luglio 2015) è stato uno storico dell'arte, poeta e editore italiano.

## Biografia
Laureatosi con Roberto Longhi alla Facoltà di Lettere e Filosofia dell'Università di Firenze, ha pubblicato numerosi saggi e volumi (la più parte nella collana I Diamanti dell'Arte,  della casa editrice Sansoni), tradotti in più lingue (inglese, francese, tedesco, spagnolo, giapponese): Donatello - l'Altare del Santo, 1965; Botticelli, 1965; Verrocchio, 1966; Umanesimo e Rinascimento, 1966; Piero della Francesca, 1967; Genesi del Cinquecento, 1967; Mondrian, 1968; Marino Marini, 1968; Pollaiolo, 1969; Ipotesi sui grandi secoli, 1969; Jackson Pollock, 1970; Appunti sull'Otto e Novecento, 1970; Walter Gropius, 1972; Gli eroi di Riace. Daimon e Techne, 1981.
Del 1993 è una grande monografia su Giotto, mentre dell'anno successivo è il quinto volume de Le Chiese di Firenze, opera in cinque grandi volumi con la collaborazione di Raffaello Bencini, cui si deve l'apparato fotografico (Il Quartiere di Santo Spirito, 1974; Il Quartiere di Santa Maria Novella, 1979; Il Quartiere di Santa Croce, 1982; Il Battistero di San Giovanni, 1988; Il Quartiere di San Giovanni, 1993).
Dal 1961 al 1990 ha lavorato nell'editoria, pervenendo alla direzione editoriale prima della Casa Editrice Sansoni, poi della Vallecchi.
È anche autore di alcune raccolte di poesie (Piccolo canzoniere d'occasione, 2007, Canti Alessandrini, 2010, Carmina servilia, 2012, Canti di marzo e di novembre, 2013, Barbara Lyra. Poeti tradotti, 2013).

## Premi e riconoscimenti
- Premio Filippino Lippi per la Storia dell'Arte, 1958
- Premio Columbus per le Lettere (con Anna Proclemer, premiata per le Arti), 1974
- Premio della Presidenza del Consiglio per le Lettere, 1983

| Controllo di autorità | VIAF (EN) 20226741 · ISNI (EN) 0000 0001 0877 3057 · SBN RAVV013858 · BAV 495/92737 · LCCN (EN) n50033822 · GND (DE) 1056432462 · BNE (ES) XX1214192 (data) · J9U (EN, HE) 987007270792805171 |